# Kamień Brygidy
Kamień Brygidy – głaz narzutowy o obwodzie około 6 m, przywleczony przez lądolód, leżący we wschodniej części Gór Bardzkich. 

## Położenie i opis
Kamień Brygidy to głaz znajdujący się we wschodniej części Gór Bardzkich, w dolinie Węglówki, na wysokości około 380 m n.p.m. Jest to głaz narzutowy z czerwonego granitu przyniesiony ze Skandynawii przez lądolód. Na górnej powierzchni głazu wykuty jest krzyż słoneczny o rozpiętości ramion 20 i 22 cm, prawdopodobnie jest to średniowieczny znak graniczny opactwa cysterskiego w Kamieńcu Ząbkowickim, pochodzący z 1295 roku.

Dawniej głaz był lokalną atrakcją turystyczną, obecnie jest zapomniany i mało znany.

## Nazwa
Nazwa głazu pochodzi od miejscowej legendy o służącej Brygidzie, która często odpoczywała na kamieniu, kiedy nosiła z lasu chrust w chuście zarzuconej na plecy. Któregoś razu zasnęła na kamieniu, chrust się na nią obsunął i chusta ją udusiła. 

## Literatura
- Słownik geografii turystycznej Sudetów. Marek Staffa (redakcja). T. 12: Góry Bardzkie. Wrocław: Wydawnictwo I-BiS, 1993, ISBN 83-85773-04-5.
- Tomasz Dudziak: Kamień Brygidy, Karkonosz. Sudeckie materiały krajoznawcze, nr 2 (9), Wrocław 1993, s. 25-41.